# Stazione di Miyayama
La stazione di Miyayama (宮山駅?, Miyayama-eki) è una stazione ferroviaria situata nella cittadina di Samukawa, nella prefettura di Kanagawa, in Giappone, e serve la linea Sagami della JR East.

## Linee
JR East
■ Linea Sagami

## Struttura
La stazione è dotata di un solo binario, in superficie, con un marciapiede laterale. Non è presente la biglietteria, ma solo una semplice validatrice per la biglietteria elettronica Suica.
| 1 | ■ Linea Sagami | per Ebina, Atsugi, Hashimoto e Hachiōji (linea Yokohama) |  |
| 1 | ■ Linea Sagami | per Chigasaki                                            |  |

## Stazioni adiacenti
| «            | Servizio     | »            |
| Linea Sagami | Linea Sagami | Linea Sagami |
| ------------ | ------------ | ------------ |
| Samukawa     | Locale       | Kurami       |